# Уленти (станційне селище)
Уленти́ (каз. Өлеңті) — станційне селище у складі Єрейментауського району Акмолинської області Казахстану. Входить до складу Улентинського сільського округу.
Населення — 10 осіб (2021; 245 у 2009, 336 у 1999, 355 у 1989).
Національний склад станом на 1989 рік:
- росіяни — 38 %;
- казахи — 25 %.